# Ruine Weissenburg
Die Ruine Weissenburg ist die Ruine einer mittelalterlichen Höhenburg in der Gemeinde Därstetten im Schweizer Kanton Bern aus dem 13. Jahrhundert.

## Lage und Beschreibung
Der Burghügel liegt westlich von Därstetten und ist über eine Strasse erreichbar.
Sichtbar sind noch mehrere Meter hohe Reste der südlichen Ringmauer (45 m), des Rundturms und eines vorgelagerten Wehrturms.

## Geschichte
1278 wird die Burg erstmals urkundlich als Stammsitz der Herren von Weissenburg erwähnt. Deren Herrschaftsgebiet erstreckte sich über Teile das Niedersimmentals von Oberwil bis Diemtigen. Die von Weissenburg sind mit grosser Wahrscheinlichkeit die Nachfolger der Herren von Erlenbach.
Ende des 15. Jahrhunderts wurde die Burg aufgegeben und fing an zu zerfallen. Anfang des 18. Jahrhunderts stand noch einer der Wehrtürme, der jedoch als Steinbruch benutzt wurde und heute nicht mehr vorhanden ist.

## Bilder

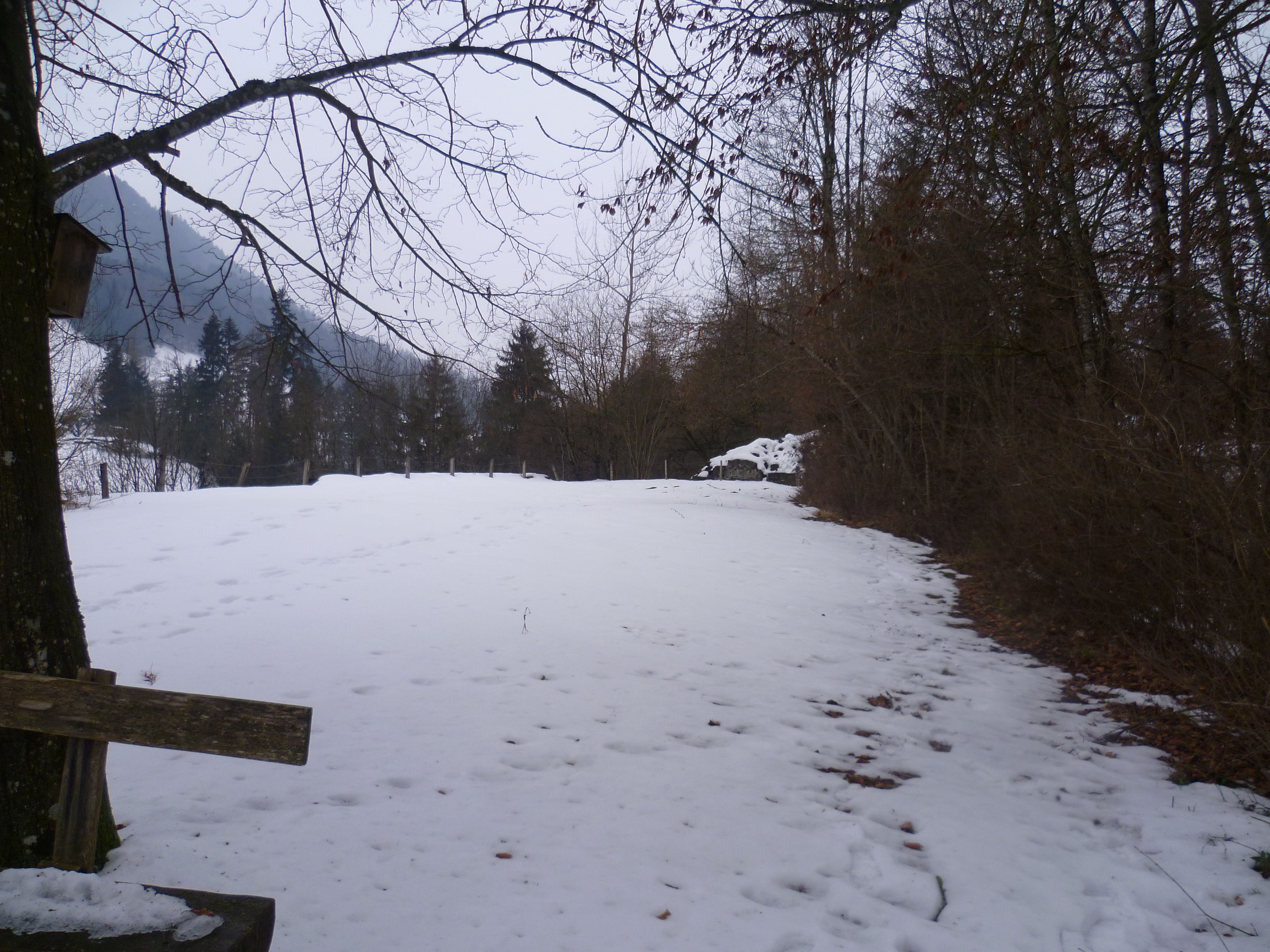
Der weitläufige Burghof der Ruine Weissenburg
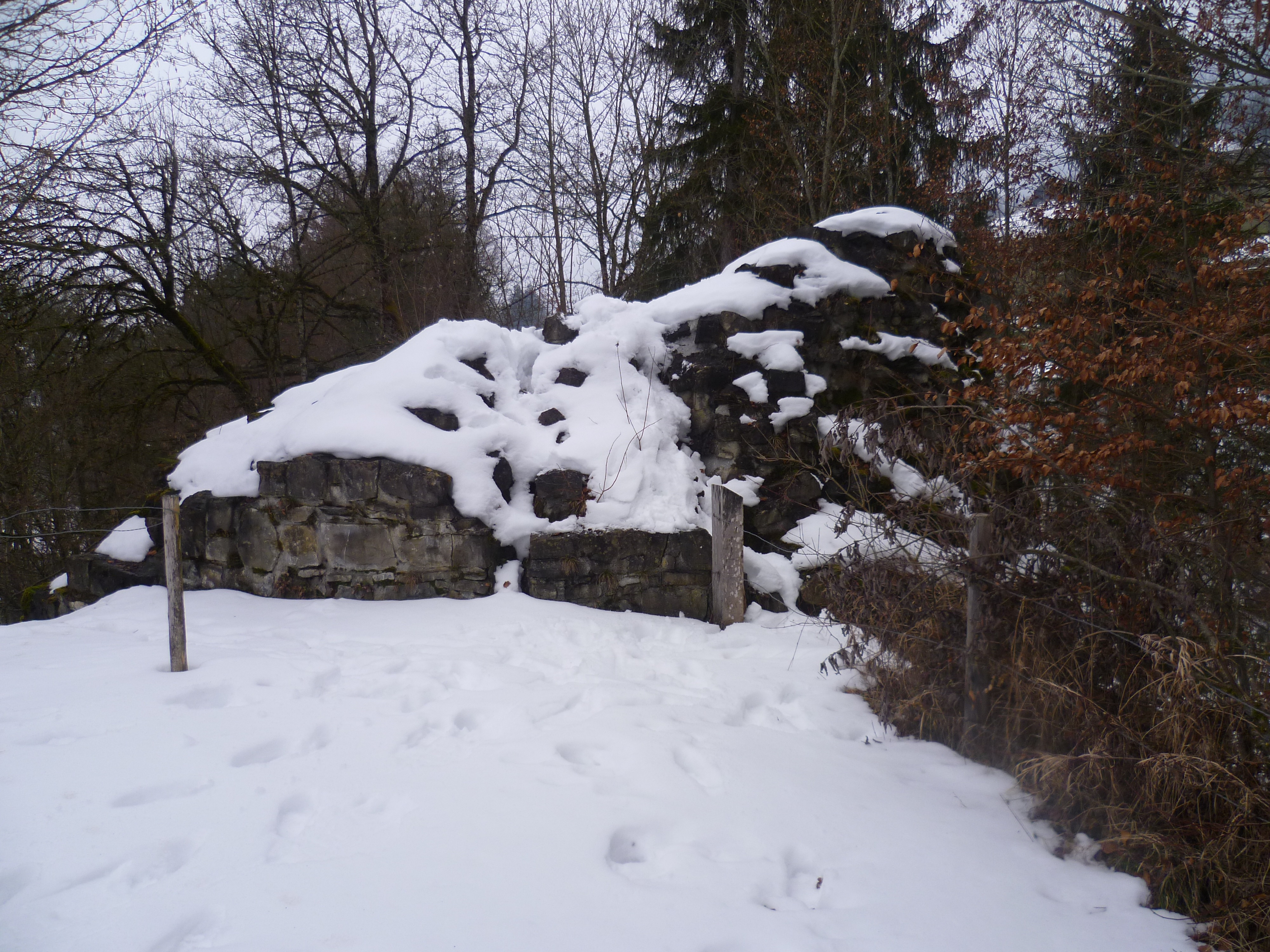
Der Rundturm der Burgruine Weissenburg mit einem Durchmesser von ca. 9 Meter
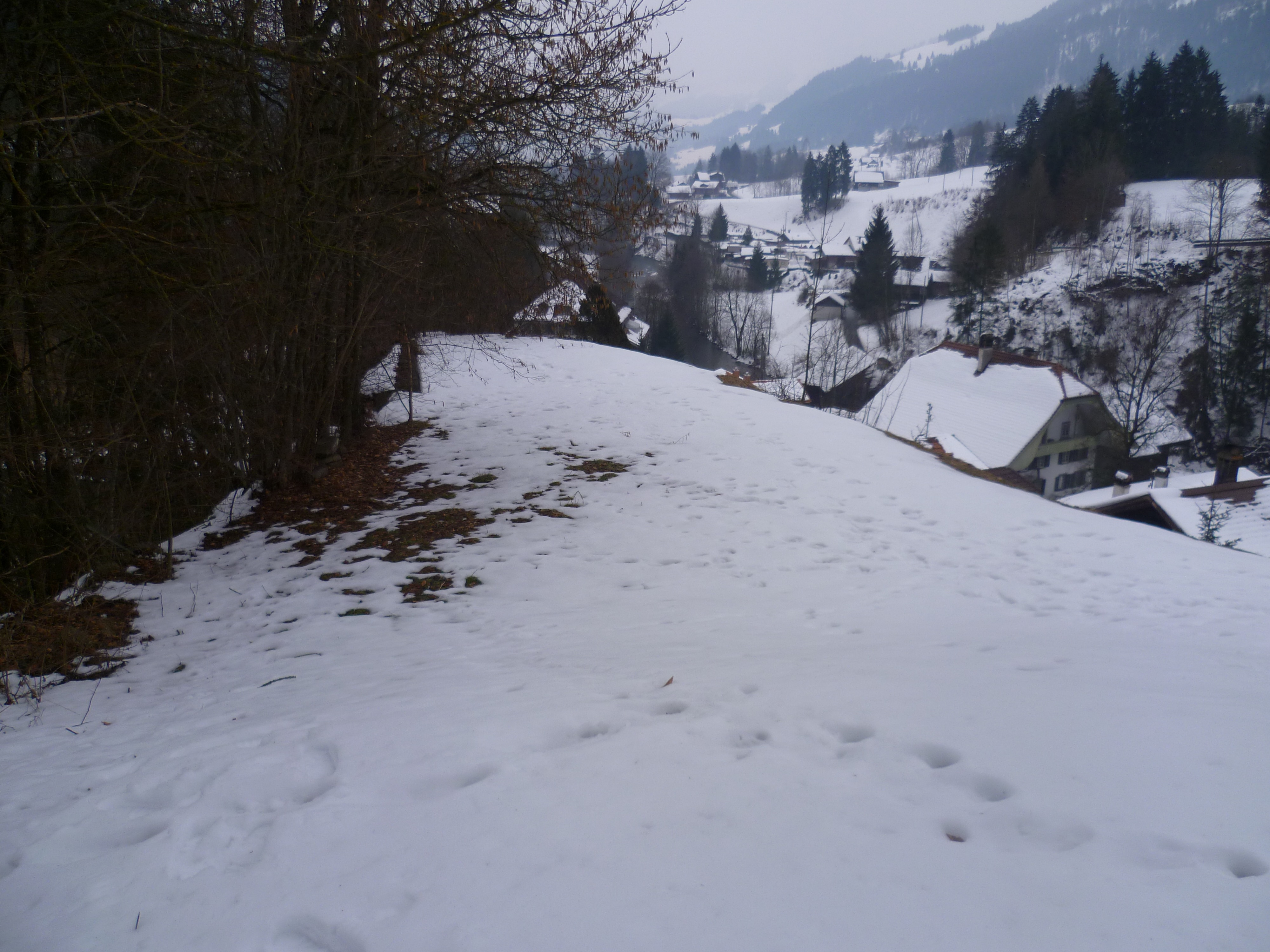
Der 20 × 10 Meter grosse Hinterhof der Burgruine Weissenburg.